# Wilhelm Pichler (Priester)
Wilhelm Pichler (* 11. Mai 1862 in Großkrut; † 3. März 1938 in Wien) war ein römisch-katholischer Priester und Religionspädagoge.

## Leben und Werk
Wilhelm Pichler studierte katholische Theologie in Wien (1880–82 und 1884–87) sowie am Collegium Germanicum in Rom (1882–84) und empfing im Jahre 1887 die Priesterweihe. Er war seit 1903 als Katechet in Wien tätig. Seine Religionsdidaktik baute er auf den Lehren von Otto Willmann auf. Mit seinem 1931 eingeführten Werk Katholisches Religionsbüchlein für die unteren Klassen wurden die Lehrinhalte für den Religionsunterricht reformiert.
Der 1955 im Auftrag der deutschen Bischöfe von Klemens Tilmann (1904–1984) und Franz Schreibmayr (1907–1985) erarbeitete Katholische Katechismus der Bistümer Deutschlands folgte den Lehrstückkatechismen von Heinrich Stieglitz und Wilhelm Pichler.

## Publikationen
- Katholisches Religionsbüchlein. Tyrolia, Innsbruck Wien 1931.11
- Religions-Büchlein der katholischen Religion für die Unterstufe der Pfarrkatechese. Diözesan-Katechismus der Erzdiözese Trento und der Diözese Bressanone. Vogelweider, Brixen Bozen 1932.
- Kleiner Katechismus der katholischen Religion. Auszug aus dem von den österreichischen Gesamtepiskopat approbierten Großen Katechismus der katholischen Religion 1932 (Neuausgabe 2005)
- Katholisches Religionsbüchlein. Mit Bildern von Philipp Schumacher, Mediatrix-Verlag, St. Andrä-Wördern 1983, ISBN 3-85406-046-7.
- Katholisches Religionsbuch. Biblische Geschichte. Mediatrix-Verlag, St. Andrä-Wördern 2007, ISBN 978-3-85406-181-6.